# Jacqueline White
Pour les articles homonymes, voir White.
Jacqueline White est une actrice américaine, née le 27 novembre 1922 à Beverly Hills, Los Angeles, Californie.

## Biographie
Jacqueline White mène une courte carrière au cinéma, contribuant à vingt-six films américains, les deux premiers sortis en 1942 (dont Quelque part en France de Jules Dassin, avec Joan Crawford et John Wayne). Le dernier est L'Énigme du Chicago Express de Richard Fleischer (avec Charles McGraw et Marie Windsor), sorti en 1952, après lequel elle se retire définitivement pour se consacrer à sa famille.
Dans l'intervalle, citons Feux croisés d'Edward Dmytryk (1947, avec Robert Young et Robert Mitchum), Mystère au Mexique de Robert Wise (1948, avec William Lundigan et Ricardo Cortez), ou encore le western Far West 89 de Ray Enright (1948, avec Randolph Scott et Robert Ryan).

## Filmographie

### Cinéma
- 1942 : Quelque part en France (Reunion in France) de Jules Dassin : Danielle
- 1943 : Laurel et Hardy chefs d'îlot (Air Raid Wardens) d'Edward Sedgwick : Peggy Parker
- 1943 : Un nommé Joe (A Guy Named Joe) de Victor Fleming : Helen
- 1943 : Swing Shift Maisie de Norman Z. McLeod : Grace
- 1944 : Trente Secondes sur Tokyo (Thirty Seconds Over Tokyo) de Mervyn LeRoy : Emmy York
- 1944 : Easy Life de Walter Hart (Court-métrage) : Une passagère du train
- 1944 : Dark Shadows de Walter Hart et Paul Burnford (Court-métrage) : Jean Smith
- 1944 : Movie Pets de Will Jason (en) (Court-métrage) : Une femme dans l'audience
- 1944 : Âmes russes (Song of Russia) de Gregory Ratoff et László Benedek : Anna Bulganov
- 1946 : Our Old car de Cy Endfield (Court-métrage) : Mme Nesbitt
- 1946 : Les Demoiselles Harvey (The Harvey Girls) de George Sidney : Une demoiselle Harvey
- 1946 : Le Vantard (The Show-Off) d'Harry Beaumont : Clara Harli
- 1946 : Gettin' Glamour de Philip W. Anderson (Court-métrage) : Sally
- 1946 : Magic on a Stick de Cy Endfield (Coury-métrage) : Mme John Walker
- 1947 : Feux croisés (Crossfire) d'Edward Dmytryk : Mary Mitchell
- 1947 : Mon chien et moi (Banjo) de Richard Fleischer : Elizabeth Ames
- 1947 : Seven Keys to Baldpate (en) de Lew Landers : Mary Jordan
- 1947 : La Chanson des ténèbres (Night Song) de John Cromwell : Connie
- 1948 : Mystère au Mexique (Mystery in Mexico) de Robert Wise : Victoria Ames
- 1948 : Far West 89 (Return of the Bad Men) de Ray Enright : Madge Allen
- 1950 : Riders of the Range de Lesley Selander : Priscilla « Dusty » Willis
- 1950 : La Capture (The Capture) de John Sturges : Luana
- 1952 : L'Énigme du Chicago Express (The Narrow Margin) de Richard Fleischer : Ann Sinclair

## Galerie photos

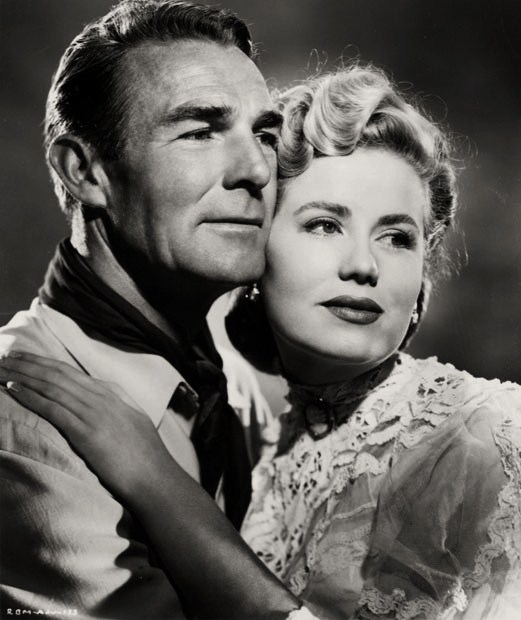
Avec Randolph Scott, dans Far West 89 (1948, photo promotionnelle)
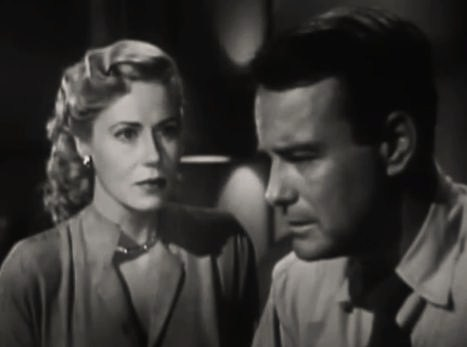
Avec Lew Ayres, dans La Capture (1950)